# Mitumba
Mitumba ett ord på swahili som sammanfattar hanteringen av begagnade kläder från insamling till försäljning och slutligen användande i andra hand. Hanteringen av begagnade kläder har fått viss kritik för att den delvis är skadlig för den inhemska produktionen av kläder och skor, eftersom de lokala företagarna slås ut av alltför billiga alternativ i form av begagnade varor som främst kommer ifrån insamlingar runt om i Europa.
Mitumba kan också betyda klädesplaggen i sig, eller den stil de representerar. Det förekommer numera att nytillverkade kläder, ofta importerade, tillverkas i "mitumbastil" för en afrikansk marknad. Dessa plagg kan vara lika billiga som begagnade plagg, medan vissa second hand-plagg av högre kvalitet kostar mer och främst bärs av människor inom medelklassen.